# Sénéchas
Sénéchas är en kommun i departementet Gard i regionen Occitanien i södra Frankrike. Kommunen ligger i kantonen Génolhac som tillhör arrondissementet Alès. År 2022 hade Sénéchas 241 invånare.

## Befolkningsutveckling
Antalet invånare i kommunen Sénéchas
Referens:INSEE